# Hillsborough Castle
Hillsborough Castle nonostante il nome non è un castello ma una residenza civile in stile georgiano a Hillsborough, nella contea di Down, a ovest di Belfast; è la residenza ufficiale della regina o re di Gran Bretagna e Irlanda del Nord in Irlanda del Nord dal 1925 ed è stata la residenza ufficiale del segretario di Stato per l'Irlanda del Nord fino al 1973. Da aprile 2014 è gestito da Historic Royal Palaces ed è aperto al pubblico in determinate date.

## Storia
Venne costruito nel XVIII secolo per conto della nobile famiglia Hill, marchesi di Downshire. Nel 1922, lord Arthur Francis Henry Hill, settimo marchese di Downshire, vendette la proprietà al governo britannico. Questo andò a risolvere un problema rimasto in sospeso da tempo, vale a dire la creazione, dopo la separazione dell'Irlanda del Nord e dell'Irlanda del Sud, ad opera del Government of Ireland Act del 1920, di una sede ufficiale di residenza del Governatore dell'Irlanda del Nord. In precedenza, infatti, la sede del governo era posta a Dublino,città che però all'epoca era divenuto la capitale della Repubblica indipendente d'Irlanda.
Il trasferimento formale degli organi di rappresentanza del governo locali avvenne dopo la ristrutturazione completa del palazzo per le nuove esigenze nel 1925. Nel 2010 il castello è stato la sede in cui venne firmato l'omonimo accordo, che consente maggiori poteri di polizia e giustizia al governo nordirlandese.
Il giardino attorno al castello accoglie un gran numero di piante poste in loco da visitatori famosi del palazzo come ad esempio un esemplare di abies albertiana piantato dal terzo duca di Abercorn, primo governatore dell'Irlanda del Nord nell'ottobre del 1925.